# Xã Greenville, Quận Darke, Ohio
Xã Greenville (tiếng Anh: Greenville Township) là một xã thuộc quận Darke, tiểu bang Ohio, Hoa Kỳ. Năm 2010, dân số của xã này là 17.613 người.